# Blame It on the Weatherman
 Blame It on the Weatherman è un brano musicale pop, inciso nel 1998 dalle B*Witched e pubblicato l'anno seguente  come singolo estratto dall'album eponimo del girl group irlandese. Autori del brano sono Tracy Ackerman, Ray Hedges, Peter Brannigan ed Andy Caine.
Il singolo fu pubblicato su etichetta Epic Records  e prodotto da Ray Hedges. Fu il quarto singolo consecutivo, ma al tempo stesso anche l'ultimo singolo del gruppo a raggiungere il primo posto delle classifiche nel Regno Unito.

## Testo & Musica

### Testo
(Blame It on the Weatherman)
Nel testo si dice che è un altro giorno di pioggia, ma che nessuno lo aveva previsto: per questo si biasima il meteorologo. Il cattivo tempo non è però il vero motivo che rende triste la protagonista: sul suo viso, infatti, oltre alle gocce di pioggia, scorrono anche delle lacrime, perché il ragazzo che ama l'ha lasciata.

### Musica
Il brano è introdotto e accompagnato principalmente dal suono di una chitarra acustica.

## Tracce
CD singolo (versione 1)
1. Blame It on the Weatherman (Original) – 3:33
2. Together We'll Be Fine (Amen Club Mix) – 3:18
3. Blame It on the Weatherman (Orchestral Version) – 3:31

CD singolo (versione 2)
1. Blame It on the Weatherman (Original) – 3:33
2. Blame It on the Weatherman (Amen Club Mix) – 7:10
3. Blame It on the Weatherman (Chicane Vocal Edit) – 5:01

CD maxi
1. Blame It on the Weatherman (Original) – 3:35
2. Together We'll Be Fine – 3:20
3. Blame It on the Weatherman (Orchestral Version) – 3:31
4. Blame It on the Weatherman (Amen Club Mix) – 7:12
5. Blame It on the Weatherman (Chicane Vocal Edit) – 5:01

MC
Lato A:
1. Blame It on the Weatherman (Original) – 3:33
2. Blame It on the Weatherman (Orchestral Version) – 3:33

Lato B:
1. Blame It on the Weatherman (Original) – 3:33
2. Blame It on the Weatherman (Orchestral Version) – 3:33

## Video musicale
Nel video musicale si vede una città travolta dalla piena con le B*Witched su una chiatta e una chitarra nel fiume in piena (che poi le ragazze del gruppo raccolgono).

## Classifiche
| Paese         | Posizione massima | Nr. di settimane |
| ------------- | ----------------- | ---------------- |
| Australia     | 48                | 1                |
| Austria       | 31                | 7                |
| Germania      | 59                | 7                |
| Nuova Zelanda | 29                | 7                |
| Regno Unito   | 1                 |                  |

## Il brano nella cultura di massa

### Cinema e fiction
- Il brano fu inserito nella colonna sonora della serie televisiva Dawson's Creek[1]
- Il brano è stato inserito in un episodio del 2002 della serie televisiva Streghe (Charmed)[8]